# Mariscal de Navarra
El rango de Mariscal era un puesto de alta graduación en las antiguas milicias de Europa. En España era adjunto inmediato y auxiliar de campo del Condestable y su segundo. Estaba subordinado a este o algún equivalente del Estado Mayor y resumía en sí una parte de la logística y del mando delegado por el Condestable, quien ostentaba la máxima jurisdicción militar. Este cargo se mantiene hoy en día, aunque no se hallan tantos como antes.
El puesto Mariscal de Navarra fue creado en 1390 por decisión del rey Carlos III de Navarra. A imitación de Francia los monarcas de la dinastía Evreux introdujeron en Navarra este título o cargo militar, que durante el siglo XIV parece que tuvo menor empaque que el alférez o jefe supremo del ejército. Contrariamente a Castilla, en Navarra no se siguió completamente el modelo francés, pues no hubo dos titulares del cargo, simultáneos y equiparados
El mariscal, después del alférez o condestable, fue el segundo oficial militar en el reino. También apareció en otros ejércitos europeos y es un graduado militar. El rey nombró a Mariscal entre los ricoshombres del reino. El cargo no era, en principio, realmente vitalicio y había una posibilidad de retirarlo.
Desde 1512, el rey de España ha conservado el título pero de una manera completamente honorífica.

## Lista de Mariscales de Navarra

### Título militar
- 1390-1410: Martín Enríquez de Lacarra,[1] I mariscal de Navarra.
- 1411-1424: Godofre de Navarra, hijo de Carlos III el Noble,[2] II mariscal de Navarra.
- 1424-1450: Felipe de Navarra, II vizconde de Muruzábal y Valdizarbe, era hijo natural de Leonel de Navarra que, a su vez, era hijo natural de Carlos II de Navarra. Su padre fue el I Vizconde de Muruzábal[3] y su madre fue María Juan.[4]
- 1450-1471: Pedro de Navarra y Peralta, hijo del anterior.
- 1471-1480: Felipe de Navarra y Lacarra, hijo de Pedro de Navarra y Peralta, hermano de Pedro.
- 1480-1522: Pedro de Navarra y Lacarra, V vizconde de Muruzábal.

### Título honorario
- 1522-1556: Pedro de Navarra y de la Cueva, I marqués de Cortes.[5][6]
- 1556-1581: Juan de Navarra Benavides, casado con Jerónima de Navarra y Enríquez de Lacarra, hija del anterior, II marquesa de Cortes.[7]
- 1581-1623: Felipe Enríquez de Navarra, señor de Ablitas.
- 1623-1640: Diego de Croy y Peralta, VI marqués de Falces y VIII conde de Santesteban de Lerín, señor de Peralta, Falces, Marcilla, Andosilla, Azagra, Funes, Villanueva y Amposta.[8]
- 1640-1709: Juan Manuel de [de Añués] Navarra Mauleón, VII marqués de Cortes, XII Vizconde de Muruzabal y XI Mariscal perpetuo del Reino de Navarra, señor de Rada y Traibuenas.
- 1709-1755: Antonio de Idiáquez y Garnica, II duque de Granada de Ega, marido de Isabel Aznárez de Garro y Javier, V condesa de Javier y VIII marquesa de Cortes, vizcondesa de Zolina y Muruzábal, XII Mariscala perpetua de Navarra.
- 1755-1769: Ignacio de Idiáquez Aznárez de Sada y Garro y Navarra, III duque de Granada de Ega, VI conde de Javier, IX marqués de Cortes, XIII Mariscal perpetuo de Navarra.
- 1769-1818: Francisco de Borja Idiáquez y Palafox y Navarra, IV duque de Granada, VII conde de Javier y X marqués de Cortes, XIV Mariscal perpetuo de Navarra.

### Título hereditario
En 1817, el rey Fernando VII despachó la orden por el cual el título sería hereditario para los sucesores del último titular, Francisco de Borja Idiáquez y Palafox y Navarra, despojando al título de su distinción militar y dejándolo como una simple distinción de la nobleza.
- 1818-1848: Francisco Xavier de Idiáquez y Carvajal y Navarra, V duque de Granada, VIII conde de Javier y XI marqués de Cortes, XV Mariscal perpetuo de Navarra.[9]
- 1850-1919: Francisco Xavier Aragón de Azlor Idiáquez y Navarra, VI duque de Granada, XVI Duque de Villahermosa, XII marqués de Cortes, IX conde de Javier.
- 1919-1960: José Antonio Azlor de Aragón y Hurtado de Zaldívar.
- 1960-1988: María del Carmen Azlor de Aragón y Guillamas.
- 1990-hoy : Juan Alfonso Martos y Azlor de Aragón.

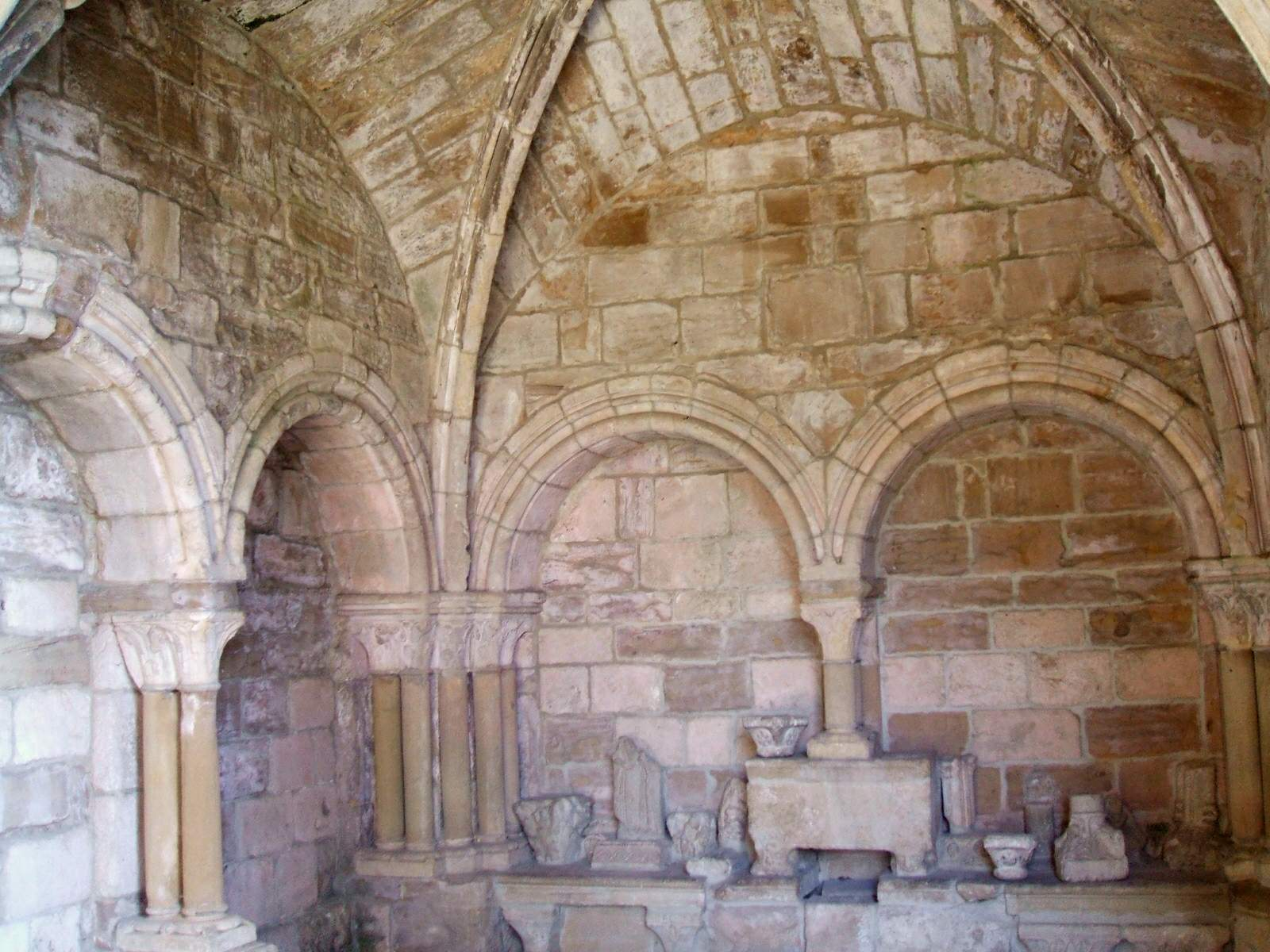
Iglesia de San Pedro de la Rúa (Estella, Navarra)

## La Cripta de San Pedro de la Rúa
La parroquia de San Pedro de la Rúa cuyos orígenes pueden remontarse a la fundación de la ciudad en 1090 es la principal de las parroquias de la ciudad y ostenta el título de Iglesia mayor desde 1256.
El 23 de marzo de 1449, Felipe de Navarra, junto con su esposa Juana de Peralta, dejan dispuesto en su testamento que sea esta iglesia el lugar donde reposen sus restos. Además de esta pareja varios de sus descendientes fueron enterrados igualmente aquí: Pedro de Navarra y Peralta, Felipe y Pedro de Navarra y Lacarra.
Recientemente, en el presbiterio de la iglesia se descubrió esta cripta cuyas sepulturas se consideran, tras las reales existentes en la Catedral de Pamplona, las más importantes.